# Potências neutras na Segunda Guerra Mundial

As potências neutras eram países que permaneceram neutros durante a Segunda Guerra Mundial. Alguns desses países tinham grandes colônias no exterior ou tinham grande poder econômico. A Espanha tinha acabado de passar pela guerra civil, que terminou em 1 de abril de 1939 (cinco meses antes da Invasão da Polônia), uma guerra que envolveu vários países que posteriormente participaram da Segunda Guerra Mundial.
Durante a Segunda Guerra Mundial, as potências neutras não tomaram partido oficialmente, na esperança de evitar ataques. No entanto, Portugal, Suécia e Suíça ajudaram os Aliados fornecendo brigadas "voluntárias" para o Reino Unido, enquanto a Espanha evitou os Aliados em favor as Potências do Eixo, fornecendo-lhes sua própria brigada voluntária, a Divisão Azul. A Irlanda geralmente favorecia o lado aliado, assim como os Estados Unidos. Os Estados Unidos permaneceram neutros até 8 de dezembro de 1941, um dia após o ataque japonês a Pearl Harbor.
O Tratado de Latrão entre a Itália e o Vaticano, assinado em 1929, exigia que o Papa mantivesse "neutralidade perpétua nas relações internacionais", tornando a Cidade do Vaticano um estado neutro.
Vários países sofreram invasões apesar de seus esforços para serem neutros. Isso incluiu a Invasão da Dinamarca e da Noruega pela Alemanha Nazista em 9 de abril de 1940, depois, Bélgica, Países Baixos e Luxemburgo em 10 de maio de 1940. No mesmo dia, 10 de maio de 1940, os britânicos, já tendo invadido as Ilhas Feroe em abril, invadiram a Islândia e estabeleceram uma força de ocupação (posteriormente substituída pelos então neutros Estados Unidos). Nos Países Bálticos, a União Soviética invadiu a Lituânia em 15 de junho de 1940 e a Letônia e a Estônia em 17 de junho. Nos Bálcãs, a Guerra Greco-Italiana começou em 28 de outubro de 1940 e a Iugoslávia foi invadida em abril de 1941. O Irã também foi atacado e ocupado pela Grã-Bretanha e pela União Soviética em agosto de 1941.
Veja também as histórias do Afeganistão, Andorra, Guatemala, Liechtenstein, Arábia Saudita e Iêmen durante este período.

## Continente

### Europa

#### Estônia
- Estônia – A Estônia juntamente com seus vizinhos Bálticos, Lituânia e Letônia, declararam conjuntamente sua neutralidade em 18 de novembro de 1938, em Riga, na Conferência dos Ministros das Relações Exteriores do Báltico com seus respectivos parlamentos que aprovaram leis de neutralidade no final daquele ano.[1] Apesar disso, todos os três Países Bálticos foram ocupados duas vezes pela União Soviética e uma vez pela Alemanha Nazista.

#### Islândia
- Islândia – Ocupado pelas forças aliadas desde maio de 1940.

#### Irlanda
- Irlanda – A política de Neutralidade Irlandesa durante a Segunda Guerra Mundial foi adotada pelo Oireachtas (Parlamento Irlandês) por instigação de Éamon de Valera, o Taoiseach (chefe do governo) após o início das hostilidades na Europa. Foi mantido durante todo o conflito, apesar de vários ataques aéreos alemães e ataques à frota de navios da Irlanda por ambos os Aliados e o Eixo. De Valera se absteve de se juntar aos Aliados ou as Potências do Eixo.

#### Letônia
- Letônia – A Letônia juntamente com seus vizinhos Bálticos, Lituânia e Estônia, declararam conjuntamente sua neutralidade em 18 de novembro de 1938, em Riga, na Conferência dos Ministros das Relações Exteriores do Báltico com seus respectivos parlamentos que aprovaram leis de neutralidade no final daquele ano.[1] Apesar disso, todos os três Países Bálticos foram ocupados duas vezes pela União Soviética e uma vez pela Alemanha Nazista.

#### Lituânia
- Lituânia – A Lituânia juntamente com seus vizinhos Bálticos, Letônia e Estônia, declararam conjuntamente sua neutralidade em 18 de novembro de 1938, em Riga, na Conferência dos Ministros das Relações Exteriores do Báltico com seus respectivos parlamentos que aprovaram leis de neutralidade no final daquele ano.[1] Apesar disso, todos os três Países Bálticos foram ocupados duas vezes pela União Soviética e uma vez pela Alemanha Nazista.

#### Portugal
- Portugal – Portugal era oficialmente neutro durante a Segunda Guerra Mundial. No entanto, manteve uma relação estreita com o Reino Unido, devido à aliança que manteve nos últimos seiscentos anos, que é a aliança militar mais duradoura da história. O Estado Novo buscou a neutralidade para manter a neutralidade da Espanha e impedi-la de ingressar no Eixo. Portugal permitiu aos Estados Unidos a utilização de uma base militar secreta no aeroporto de Santa Maria, nos Açores, através de um acordo militar assinado em 28 de novembro de 1944.

Colônias de Portugal:
-  Angola
-  Cabo Verde
-  Guiné Portuguesa
-  Índia Portuguesa
-  Macau
-  Moçambique
-  São Tomé e Príncipe
-  Timor Português (ocupado pelo Império do Japão de 1942 a 1945)

#### Espanha
- Espanha – A Espanha mantendo inicialmente a neutralidade formal, assim que a Itália entrou na guerra em junho de 1940, Francisco Franco mudou a Espanha para o status de "não-beligerante" e passou a ocupar Tânger. De junho de 1940 em diante e até fevereiro de 1941, o regime franquista foi muito tentado ao intervencionismo. O proeminente germanófilo Ramón Serrano Suñer teve grande ascendência no governo.[2] No entanto, reuniões com oficiais alemães, incluindo a reunião entre Francisco Franco e Adolf Hitler em Hendaia em 23 de outubro de 1940, não trouxeram a entrada formal da Espanha na guerra.

A Operação Barbarossa removeu o Mediterrâneo do principal teatro de guerra, causando um declínio no interesse da Espanha na intervenção. Um Serrano Suñer cada vez menos relevante ainda foi capaz de criar a Divisão Azul, de voluntários para lutar pelo Eixo. Com o conflito decididamente voltado para os Aliados, em 1 de outubro de 1943, Franco devolveu o status da Espanha a uma "neutralidade vigilante".
A Espanha foi um fornecedor chave de tungstênio (um metal estratégico) para a Alemanha Nazista durante o conflito; em meio a forte pressão diplomática dos Aliados, o abastecimento diminuiu após a assinatura de um acordo secreto entre a Espanha, Estados Unidos e o Reino Unido em 2 de maio de 1944 que levou à fixação de um limite drástico às exportações de tungstênio para a Alemanha e à ejeção de espiões alemães em solo espanhol.

#### Suécia
- Suécia – A Suécia e os outros países nórdicos anunciaram antes da Segunda Guerra Mundial que planejavam ser neutros em qualquer grande conflito europeu. Quando a Finlândia foi invadida pela União Soviética na Guerra de Inverno, a Suécia mudou sua posição para a de não-beligerante, que não era definida por tratados internacionais, libertando a Suécia das restrições da neutralidade. Entre outras coisas, permitiu ao governo sueco apoiar a Finlândia durante a Guerra de Inverno. Também permitiu que soldados alemães em licença viajassem pela Suécia, e uma divisão de combate já foi autorizada a viajar da Noruega para a Finlândia através da Suécia. Mais tarde o trânsito de tropas alemãs pela Finlândia e Suécia e a mineração sueca de minério de ferro na Segunda Guerra Mundial ajudou o esforço de guerra alemão. A Suécia havia se desarmado após a Primeira Guerra Mundial e não estava em posição de resistir às ameaças alemãs militarmente em 1940.

Em 1943, as Forças Armadas da Suécia melhoraram muito e todos os acordos com a Alemanha Nazista foram encerrados. Adolf Hitler considerou invadir a Suécia, mas quando Hermann Göring protestou, e Hitler desistiu do plano. A SKF forneceu a maioria dos rolamentos de esferas usados na Alemanha e também foram importantes para a produção de aeronaves dos Aliados.
A inteligência sueca decifrou o Geheimschreiber e compartilhou informações descriptografadas com os Aliados. Josef Stalin foi informado com antecedência sobre a invasão planejada de Hitler à União Soviética, mas optou por não acreditar na informação.
A Resistência Dinamarquesa trabalhou com a Suécia e efetuou o resgate dos judeus dinamarqueses em 1943, despachando os judeus para a Suécia. Durante a Libertação de Finnmark, enviou tropas "policiais" norueguesas através da fronteira para se ligar às forças aliadas. No final da guerra, estava se preparando para invadir a Noruega e a Dinamarca com os Aliados, caso as forças de ocupação da Wehrmacht se recusassem a aceitar um armistício geral.

#### Suíça
- Suíça – A Suíça manteve sua neutralidade para proteger seus próprios interesses bancários da pilhagem do Eixo. Dependia também do carvão alemão, com 10 milhões de toneladas importadas durante a guerra, respondendo por 41% do abastecimento energético da Suíça. Frequentemente, os soldados suíços abriram fogo contra os bombardeiros do Eixo que invadiam seu espaço aéreo. Em várias ocasiões, a Suíça também abateu aviões Aliados. Durante a guerra, cidades na Suíça foram acidentalmente bombardeadas por aviões do Eixo e dos Aliados. Adolf Hitler realmente planejou invadir a Suíça, mas a Suíça formou fortificações complexas e reuniu centenas de milhares de soldados nas montanhas para impedir qualquer invasão do Eixo. Por causa das condições montanhosas extremas na Suíça, Hitler decidiu bombardear o Reino Unido em vez de se envolver em uma guerra custosa com a Suíça.

#### Microestados

##### Andorra
- Andorra

##### Liechtenstein
- Liechtenstein

##### Mônaco
- Mônaco (ocupada pela Itália e mais tarde pela Alemanha Nazista)

##### San Marino
- San Marino (ocupado brevemente pela Alemanha, 17-20 de setembro de 1944; declarou guerra à Alemanha em 21 de setembro de 1944)

##### Vaticano
- Vaticano, veja Vaticano na Segunda Guerra Mundial

### Ásia

#### Afeganistão
- Afeganistão permaneceu neutro na Segunda Guerra Mundial.

#### Butão
- Butão permaneceu neutro na Segunda Guerra Mundial.

#### Irã
- Irã era neutro, mas ocupado pelos Aliados (veja Invasão anglo-soviética do Irã).

#### Arábia Saudita
- Arábia Saudita – A Arábia Saudita cortou laços diplomáticos com a Alemanha Nazista em 11 de setembro de 1939 e com o Império do Japão em outubro de 1941. Embora oficialmente neutros, os sauditas forneciam aos Aliados grandes suprimentos de petróleo. As relações diplomáticas com os Estados Unidos foram estabelecidas em 1943. O rei Abdul Aziz Al-Saud era amigo pessoal de Franklin D. Roosevelt. Os americanos tiveram permissão para construir uma base da força aérea perto de Darã.[7] A Arábia Saudita declarou guerra à Alemanha em 28 de fevereiro de 1945 e ao Japão em 1 de abril de 1945, mas nenhuma ação militar resultou da declaração.

#### Turquia
- Turquia – A Turquia foi neutra até vários meses antes do final da guerra, altura em que se juntou aos Aliados. Antes do início da guerra, a Turquia assinou um Pacto de Ajuda Mútua com a França e o Reino Unido em 1939. Após a invasão alemã da França, no entanto, a Turquia permaneceu neutra, contando com uma cláusula que os desculpava se uma ação militar pudesse gerar conflito com a União Soviética. Em junho de 1941, depois que a vizinha Bulgária se juntou ao Eixo e permitiu que a Alemanha Nazista movesse tropas para invadir a Iugoslávia e a Grécia, a Turquia assinou um pacto de não agressão com a Alemanha. Winston Churchill e seu Estado-Maior militar se encontraram com o presidente turco em 30 de janeiro de 1943 na Conferência de Adana, embora a Turquia não tenha mudado sua posição.

A Turquia era um importante produtor de cromita, um material estratégico para a metalurgia ao qual a Alemanha tinha acesso limitado. Os alemães queriam, e os Aliados queriam evitar que eles conseguissem, então a cromita era a questão-chave nas negociações da Turquia com ambos os lados. A Turquia suspendeu suas vendas para a Alemanha em abril de 1944 e rompeu relações em agosto. Em fevereiro de 1945, depois que os Aliados fizeram seu convite para a reunião inaugural das Nações Unidas (junto com os convites de várias outras nações) condicionado à plena beligerância, a Turquia declarou guerra às Potências do Eixo, mas nenhuma tropa turca jamais viu o combate.

#### Iêmen
- Iêmen permaneceu neutro na Segunda Guerra Mundial.

### América

#### Nicarágua
- Nicarágua – A Nicarágua declarou guerra ao Império do Japão imediatamente após o ataque a Pearl Harbor. Três dias depois, em 11 de dezembro, a Nicarágua declarou guerra à Alemanha Nazista e à Itália e, em 19 de dezembro, à Bulgária, Romênia e Hungria. Destes seis países do Eixo, apenas a Romênia retribuiu, declarando guerra à Nicarágua no mesmo dia (19 de dezembro de 1941).

#### Estados Unidos
- Estados Unidos – Os Estados Unidos permaneceram neutros na eclosão da Segunda Guerra Mundial em conformidade com a Lei de Neutralidade de 1936, apesar de favorecer o lado dos Aliados. No entanto, a súbita derrota da França pela Alemanha Nazista na primavera de 1940 levou o país a expandir significativamente suas forças armadas por meio da Lei de Treinamento e Serviço Seletivo de 1940. Em 29 de dezembro daquele ano, o presidente Franklin D. Roosevelt declarou que os Estados Unidos seriam o "Arsenal da Democracia" para os Aliados, dando-lhes suprimentos enquanto o país permanecesse neutro. Permaneceram neutros até 8 de dezembro de 1941, quando declarou guerra ao Império do Japão em resposta ao ataque surpresa a Pearl Harbor no dia anterior.

## Conclusão
Portugal, Espanha, Suécia e Suíça aderiram ao conceito de neutralidade armada e continuamente reuniram soldados para defender a soberania de sua nação de uma possível invasão. Assim, eles mantiveram o direito de se tornarem beligerantes se atacados em um estado de neutralidade. O conceito de neutralidade na guerra é estritamente definido e impõe restrições específicas à parte neutra em troca do direito internacionalmente reconhecido de permanecer neutro. Um conceito mais amplo é o de não-beligerância. O tratado básico que cobre os Países Neutros é a Convenção V de Haia, Respeitando os Direitos e Deveres dos Poderes e Pessoas Neutras em Caso de Guerra à Terra (1907). É importante notar que um país neutro não toma partido em uma guerra entre outras partes e, em troca, espera evitar ser atacado por qualquer um deles. Uma política neutralista visa a neutralidade em caso de conflito armado que possa envolver a parte em questão. Um neutralista é um defensor da neutralidade nas relações internacionais. O conceito de neutralidade em conflitos é distinto de não alinhamento, ou seja, a desistência deliberada de alianças militares a fim de preservar a neutralidade em caso de guerra, e talvez com a esperança de evitar uma guerra por completo.
Em um estudo da Espanha, Suíça e Suécia durante a Segunda Guerra Mundial, Eric Golson descobriu que eles se engajaram na realpolitik econômica, já que negociavam tanto com o Eixo quanto com as Potências Aliadas.